# Criconemoides morgense
Criconemoides morgense är en rundmaskart. Criconemoides morgense ingår i släktet Criconemoides och familjen Criconematidae. Inga underarter finns listade i Catalogue of Life.